# Burg Osterwitz
Die Burg Osterwitz (auch Osterwiz, Osterbiz, Osterwitz im Sanntale bzw. Saanthale, slowenisch Grad Ojstrica) lag auf einem Berg oberhalb des Osterwitz-Tals. Der heutige Name des Berges ist Stari grad Ojstrica nad Loko. Nach ihrer Zerstörung wurde unterhalb der Ruine das ebenfalls nicht mehr existierende Schloss Osterwitz erbaut. Die Standorte beider Anlagen gehörten heute zu Loke (Laakdorf) in der Gemeinde Tabor am westlichen Rand des Beckens von Cilli.

## Geschichte

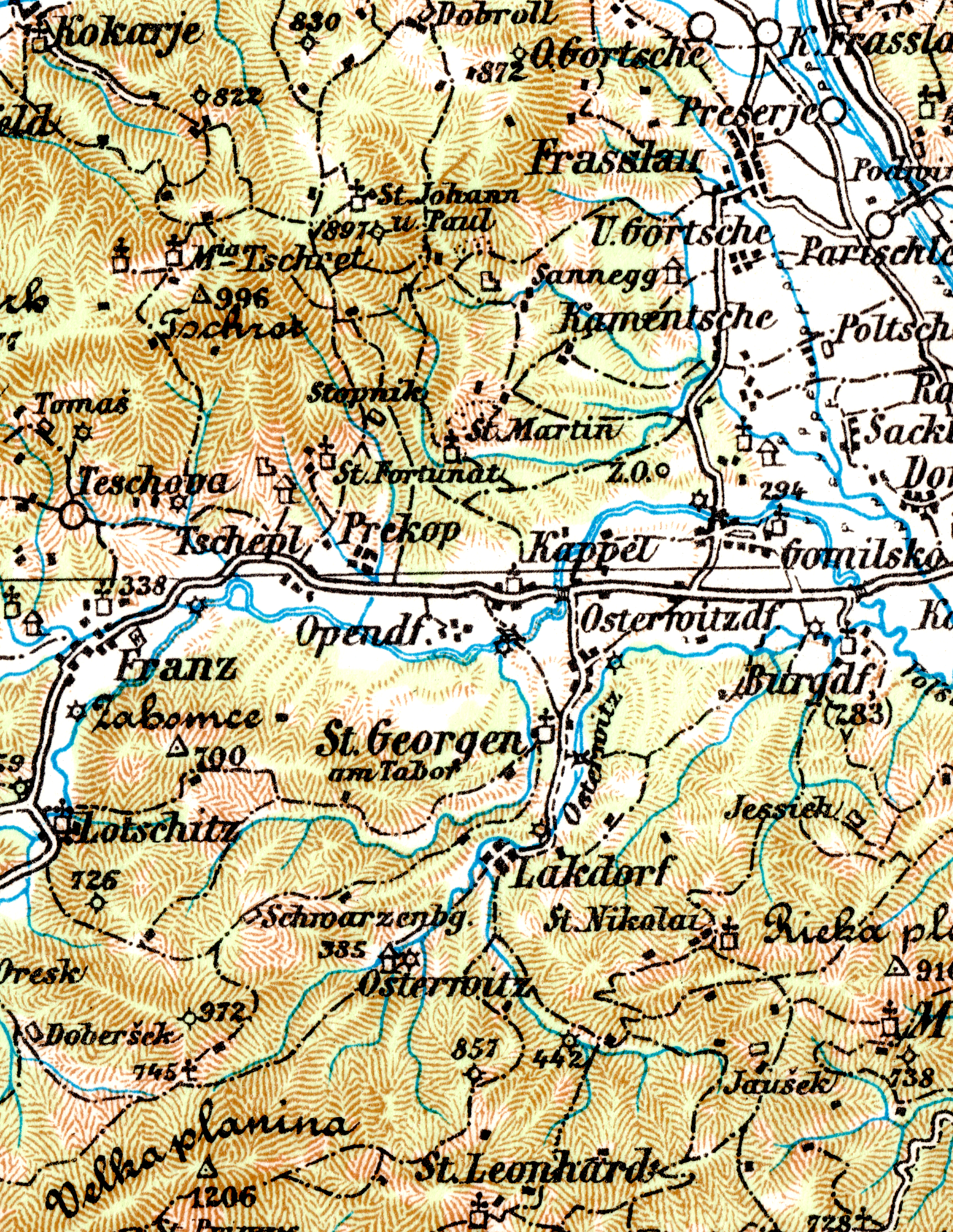
Die Burgen von Osterwitz (unten) und Sanneck/Sannegg (oben) bildeten im Mittelalter das Stammgebiet der Grafen von Cilli im Westen des Beckens von Cilli

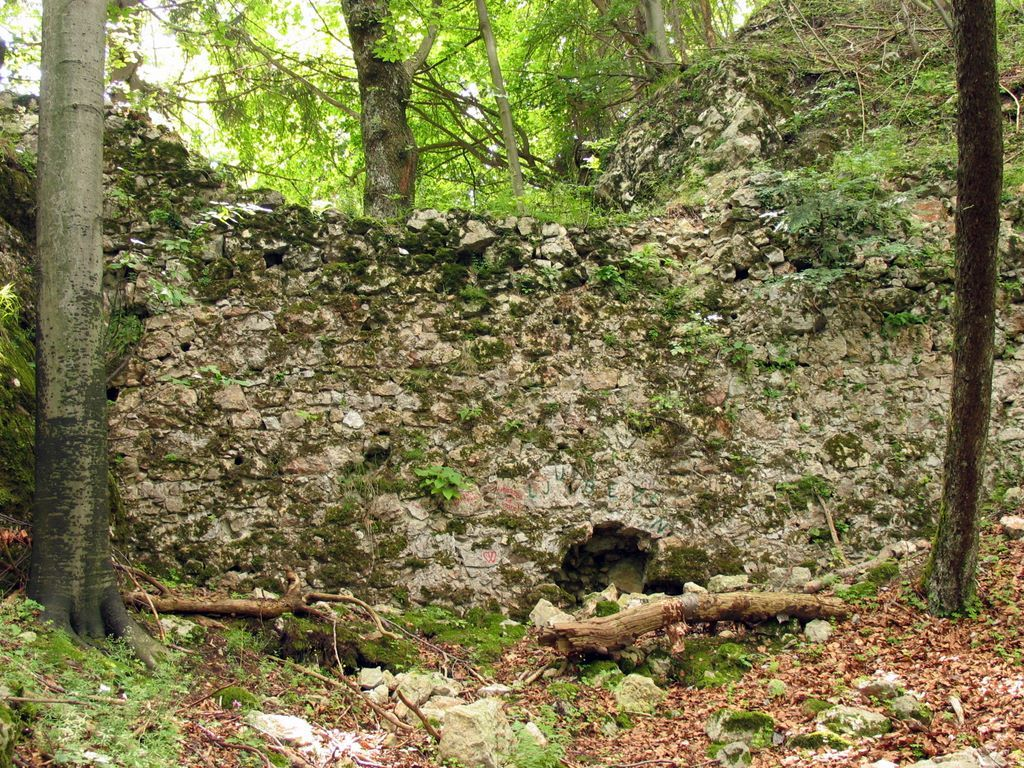
Letzte Reste der Burg Osterwitz

Die Burg wurde im 13. Jahrhundert erbaut und gehörte zum Eigenbesitz (Allod) der Grafen von Cilli. Sie lag an der Südgrenze des Einflussbereiches dieser Familie zum Zeitpunkt ihrer Erhebung in den Grafenstand und wurde bei der Beschreibung des Besitzstandes in der Zustimmungsurkunde der Habsburger zur Standeserhöhung erwähnt.
1283 trat ein Hermann von Osterwitz mehrfach als Urkundenzeuge in Erscheinung. Ein Wueschalch von Osterbitz ist am 17. März 1322 in einer Pfandbestellungsurkunde in Marburg dokumentiert. Dieser Name tritt auch in einer Urkunde vom 17. April 1328 als Uschalk von Osterwitz/Sanntal auf. Ein weiterer Hermann von Osterwitz nahm im Jänner 1360 an der Huldigung Rudolf IV. in Graz teil.
In der Burg Osterwitz wurde Veronika Deseniška (Veronika von Deschenitz), die zweite Gemahlin Friedrich II. von Cilli, gefangen gehalten und 1425 oder 1428 ermordet. Bereits vorher wurde auch Friedrich II. selbst von seinem Vater Hermann II. von Cilli vorübergehend auf dieser Burg festgehalten.
Nach dem Tod des letzten Grafen von Cilli fiel 1456 das Gebiet durch einen Erbvertrag an die Habsburger und gehörte ab dann bis 1918 zur Untersteiermark. Kaiser Maximilian I. errichtete in der Burg ein Zeughaus.
Die Übernahme des Gebietes durch die Habsburger ging nicht reibungslos von sich: Es wird berichtet, dass unter anderen die Besatzung der Burg Osterwitz sich anfangs nicht, wie viele andere, dem Kaiser fügte. Burg und Grundherrschaft wurden von den Habsburgern an Gefolgsleute vergeben, die dafür Zahlungen und andere Gegenleistungen zu erbringen hatten:
1459, am Donnerstag nach Dreikönig, stellte Kaiser Friedrich in Graz eine Urkunde aus, in der die Burg Osterwitz im Sanntal Friedrich Abbrecher pflegeweise übergeben wurde. 1483 ist Caspar von Obratschen als Pfleger genannt. 1494 war Thomas Gradeneker Pfleger mit der Auflage, für je 25 Pfund an Renten „einen gereisigen zu Pferde zu landesfürstlichem Befehle bereit zu halten.“ Nach ihm erhielt am 10. Juli 1501 Leonhard Raumschüssel als Gegenleistung für ein Darlehen von 3000 Gulden „Schloss und Herrlichkeit Osterwitz im Sannthale zu Pfandbesitz mit Burghut“. 1524 wurden seine Söhne im Besitz des Pfandes (und der Maut zu Franz) bestätigt, der Pfandschillig belief sich dabei bereits auf 4875 Gulden. Christof Raumschüssel ist 1530 als Pfandbesitzer genannt. Danach kam 1535 die Herrschaft Osterwitz im Sannthale an den königlichen Rat und obristen Proviantmeister Jobst Lilienberg, dieser hatte seinem Vorgänger ein Darlehen von 3000 Gulden gegeben und das Pfandrecht von 1700 Gulden abgelöst. Die Unterstützung des Landesherrn durch die Pfleger der Herrschaften im Raum Cilli, wobei Osterwitz ausdrücklich genannt wird, hielt sich offenbar (trotz der Bedrohung durch die Türken) in Grenzen, sodass 1537 „allgemeine Beitreibung“ und Vermögensübersichten abgefordert wurden.
Nach Zerstörungen im Bauernaufstand 1535 wurde die Burg aufgegeben und blieb Ruine. Die mit dem Besitz verbundenen Äcker und Wälder wurden aber weiter bewirtschaftet und bildeten danach die wirtschaftliche Grundlage des Schlosses Osterwitz.

## Schloss Osterwitz

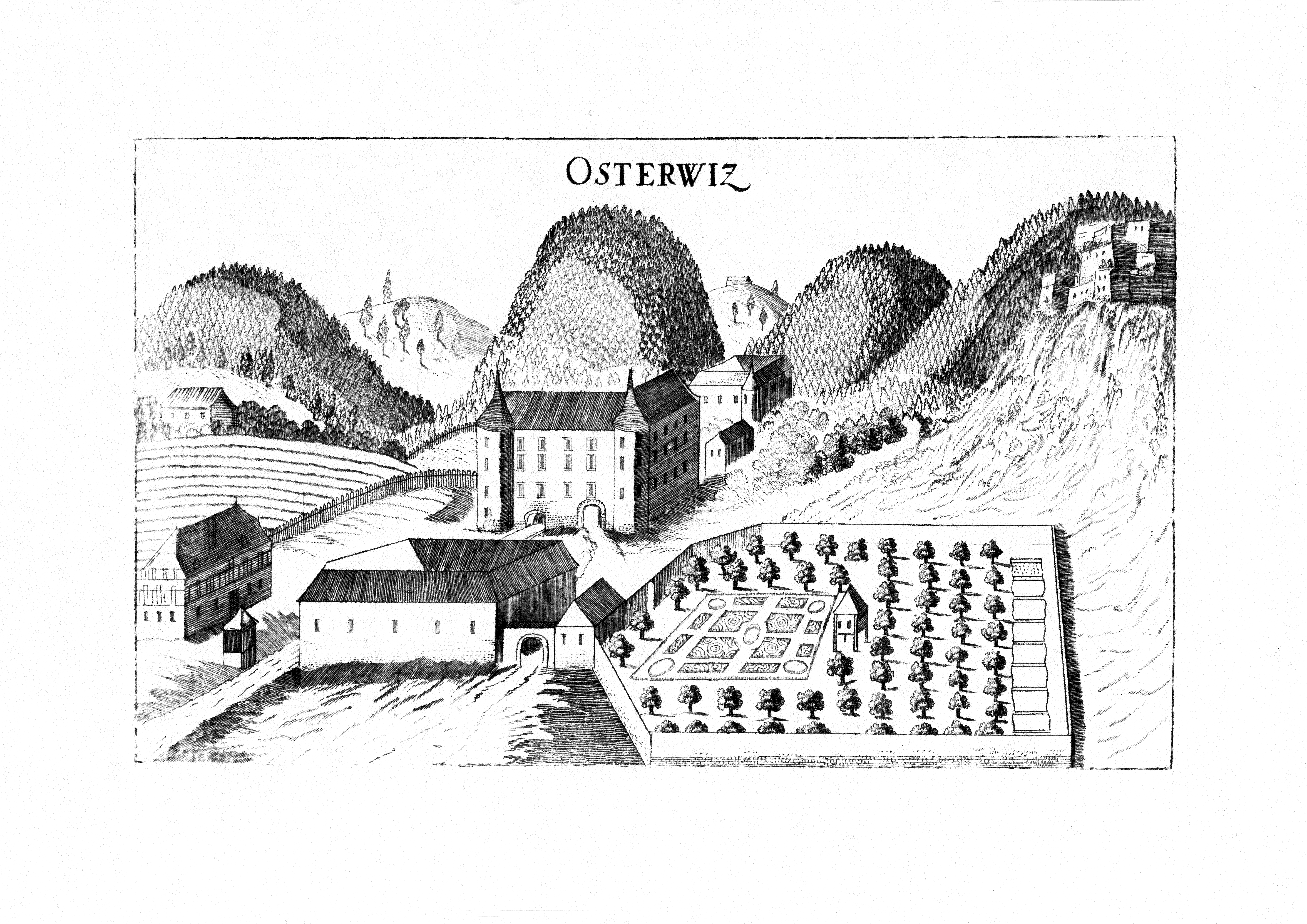
Ruine und Schloss Osterwitz Mitte 17. Jahrhundert

Einige Jahrzehnte nach Zerstörung der Burg Osterwitz ließ Franz Maximilian von Schrattenbach (auch: Vransko Maksimiljian von Schrotenbach) 1566 einen Meierhof am Fuß des ehemaligen Burgberges erbauen, nach 1592 entstand daraus das Schloss Osterwitz. Sein Sohn Felix setzte die Baumaßnahmen zwischen 1614 und 1631 fort. Es entstand ein zweiflügeliges, zweistöckiges Gebäude mit zwei runden Ecktürmen, das auf alten Ansichten abgebildet ist.
Dieser Bau wurde auch „Nieder-Osterwitz“ (Spodnja Ojstrica) genannt, es wird angenommen, dass für ihn Material von der aufgelassenen Burg verwendet wurde.
Die Familie Schrattenbach trug u. a. den Titel „Freiherren zu Hegnenberg und Osterwitz“. Felix Schrattenbach erwies sich als gewalttätiger Besitzer, Klagen über ihn wurden bis vor die Behörden Innerösterreichs getragen und mehrfach durch Kommissionen behandelt. Auch das Schloss Osterwitz wurde 1635 bei einem Bauernaufstand ausgeraubt und brannte ab, wurde aber wieder aufgebaut. Die Herrschaft Osterwitz/Ojstrica war auch an die Herren von Walsee verpfändet. 1767 wurde das Anwesen an Graf Johann Gaisruck verkauft, 1791 besaß es Max Robida, danach Johann Kircher bis 1824. Weitere Besitzer waren für kurze Zeit Jožef Omersi und ab 1826 Mathias Perko. Während seines Besitzes wurde das Hauptgebäude des Schlosses durch Blitzschlag in Brand gesetzt und zerstört, es wurde nicht mehr aufgebaut. Die Wirtschaftsgebäude bestanden aber weiter.
1864 kaufte Baron Gustav Nepomuk Wittenbach das Anwesen, 1908 die Familie Puisi. Der Meierhof des Schlosses Osterwitz existierte bis 1964, er befand sich dann bereits in sehr schlechtem Zustand und wurde abgetragen.